# Bembidion americanum
Bembidion americanum är en skalbaggsart som beskrevs av Pierre François Marie Auguste Dejean. Bembidion americanum ingår i släktet Bembidion och familjen jordlöpare. Inga underarter finns listade i Catalogue of Life.